# Flughafen Bremen
Flughafen Bremen, også benævnt Airport Bremen (IATA: BRE, ICAO: EDDW), er en international lufthavn 3 km fra centrum af Bremen, Tyskland. I 2007 var den nummer 12 m.h.t. antal betjente passagerer i Tyskland og nummer 6 med fragtbetjening. Den betjente i 2008 2.486.337 passagerer og er 100% ejet af byen Bremen.

## Historie
Man begyndte allerede i 1909 at flyve fra området, men det var først i 1913, at myndighederne gav tilladelse til offentlig flytransport. Den første rute blev oprettet i 1920, da hollandske KLM oprettede en rute fra Amsterdam via Bremen og Hamborg til København.
Fra 1945 til 1949 blev lufthavnen brugt af de amerikanske tropper, der var i landet efter 2. verdenskrig. De gav området tilbage til Bremen efter krigen, og i løbet af 1950-erne blev der oprettet ruter til New York og Rio de Janeiro.
I 1989 betjente lufthavnen for første gang over 1 million passagerer.
Da krisen i luftfarten kom i 2001, gik antallet af passagerer for første gang tilbage. Det var specielt charterflyvningerne, der satte et negativt præg, da det meste af den trafik blev samlet i Hannover Lufthavn. I 2006 var der 1.7 millioner rejsende fra lufthavnen. Dette tal steg kraftigt igen, da irske Ryanair i april 2007 udstationerede 2 Boeing 737-800 fly i Bremen. Ryanair købte også en ubrugt hangar af lufthavnen, byggede den om og kaldte den "Terminal E". Senere i 2007 kom fly nummer 3.

## Selskaber
Ostfriesische Lufttransport har hovedsæde på Flughafen Bremen og flyver f.eks på ruten til Københavns Lufthavn. Irske Ryanair har flest ruter og passagerer fra lufthavnen, men også Lufthansa og Air France har ruter til Bremen.